# Konvergenz (Auge)
Als Konvergenz (lateinisch convergere „sich hinneigen“ „zueinander neigen“) wird eine bestimmte, grundlegende Art von gegensinniger  Augenbewegung (Vergenz) bezeichnet, bei der aus der Parallelstellung heraus die beiden Gesichtslinien der Augen vor ihnen zur Überschneidung gebracht werden. Dies wird ausgelöst durch einen beidseitigen Bewegungsimpuls um eine jeweils senkrechte Achse nach innen, also zur Nase hin (Adduktion). Diese Bewegungsform ist unverzichtbar für die Betrachtung von Objekten in der Nähe, ohne dabei eine Doppelbildwahrnehmung auszulösen. Die Stelle, an der ein Objekt in der Nähe gerade noch binokular einfach gesehen werden kann, nennt man Konvergenznahpunkt.
Die Konvergenzbewegung gehört zu einem neurophysiologischen Regelkreis, zu dem auch der Mechanismus der Naheinstellung des optischen Systems (Akkommodation) und die Verengung der Pupille (Miosis) gehören. Der gesamte Komplex wird auch Naheinstellungstrias genannt.
Das willkürliche Auslösen einer ausgeprägten Konvergenzbewegung wird häufig auch fälschlicherweise als Schielen bezeichnet bzw. empfunden, hat damit jedoch nichts zu tun, da im Normalfall die Gesichtslinien des rechten und linken Auges gemeinsam ein Objekt in der Nähe fixieren und nicht voneinander abweichen.

## Störungen der Konvergenz
Beeinträchtigungen der Konvergenz können je nach Art und Lokalisation in einer Über- und Unterfunktion bestehen. Hierbei stellen die verschiedenen Formen von Überfunktionen die überwiegende Mehrzahl der Störungen dar.
Zur sicheren Beurteilung der Art einer Konvergenzstörung ist die Betrachtung eines besonderen Faktors unerlässlich, des AC/A-Quotienten. Hierbei handelt es sich um das Verhältnis von akkommodativer Konvergenz zu geleisteter Akkommodation. Diese beträgt im Durchschnitt etwa 2–3 Grad Konvergenzbewegung pro Dioptrie erfolgter Akkommodation. Der AC/A-Quotient wird auf zwei verschiedene Arten ermittelt: der Heterophoriemethode und der Gradientenmethode.

### Konvergenzexzess
Als Konvergenzexzess wird in der Regel ein Schielen bezeichnet, das durch eine überschießende Konvergenzreaktion ausgelöst wird. Es handelt sich hierbei meist um einen sehr großen konvergenten Nahschielwinkel mit sehr kleinem oder völlig fehlendem Fernschielwinkel. Es gibt jedoch auch Formen von Auswärtsschielen, bei denen der Nahschielwinkel deutlich geringer ausgeprägt ist als die Abweichung in der Ferne. Auch hier spricht man von einem Konvergenzexzesstyp.
Man unterscheidet verschiedene Formen des Konvergenzexzesses:
- nichtakkommodativer Konvergenzexzess
- hyperkinetischer oder normakkommodativer Konvergenzexzess
- hypoakkommodativer Konvergenzexzess

#### Nichtakkommodativer Konvergenzexzess
Beim nichtakkommodativen Konvergenzexzess handelt es sich um ein rein motorisch bedingtes Schielen mit großem Nahwinkel, das nicht wesentlich durch akkommodative Komponenten beeinflusst wird.
Eine Behandlung erfolgt je nach Situation durch Brillenkorrektur bestehender Fehlsichtigkeiten und gegebenenfalls einer Schieloperation. Hierbei findet im Allgemeinen die sog. Faden-Operation nach Cüppers Anwendung, eine Operationsmethode, die Einfluss auf die Abrollstrecken der betreffenden Muskeln nimmt und in erster Linie den konvergenten Nahschielwinkel reduziert.

#### Hyperkinetischer (normakkommodativer) Konvergenzexzess
Beim hyperkinetischen (normakkommodativen) Konvergenzexzess handelt es sich um ein Schielen, das durch entsprechende Akkommodation ausgelöst wird. Die Akkommodationsbreite ist hierbei normal, die resultierende Konvergenzleistung jedoch höher, als es die angewandte Akkommodation erforderlich machen würde. Der AC/A-Quotient ist erhöht.
Die Therapie erfolgt hierbei durch die Verordnung geeigneter Bifokalgläser mit einem zusätzlichen Nahteil von +2,00 bis +3,00 Dioptrien, um dadurch die Akkommodation zu reduzieren und den Nahschielwinkel zu verkleinern. Häufig kann das Bifokalteil ab dem 13. – 15. Lebensjahr abgeschwächt und schließlich abgesetzt werden. Ist diese Maßnahme nicht ausreichend, so wird eine zusätzliche Schieloperation notwendig (Faden-OP nach Cüppers, s. o.).

#### Hypoakkommodativer Konvergenzexzess
Beim hypoakkommodativen Konvergenzexzess handelt es sich um einen großen Nahschielwinkel, der mit einer deutlich herabgesetzten Akkommodationsbreite einhergeht. Hierbei versucht der Patient, alle verfügbaren Reserven seiner verminderten Akkommodation zu mobilisieren, um in der Nähe scharf zu sehen, was mit einer entsprechend überschießenden Konvergenzbewegung des schielenden Auges quittiert wird. Der AC/A-Quotient ist erhöht.
Die Behandlung der Wahl dieser seltenen Form des Konvergenzexzesses ist in jedem Fall die Verordnung einer geeigneten Bifokalbrille. Eine Schieloperation ist hier unbedingt kontraindiziert.
Die eindeutige Bestimmung und differentialdiagnostische Abklärung des Typs eines Konvergenzexzesses ist ob seiner Vielschichtigkeit und auch vorkommenden Mischformen unerlässlich für die Auswahl geeigneter Therapieverfahren und einer erfolgreichen Behandlung.

### Konvergenzspasmus
Hiermit bezeichnet man eine krampfhafte überschießende Konvergenzbewegung, die als Naheinstellungsspasmus mit überhöht ausgeprägter Akkommodation und Miosis einhergeht.

### Konvergenzinsuffizienz
Bei einer Unterfunktion der Konvergenz handelt es sich in erster Linie um eine Störung der entfernungsabhängigen Änderung des Vergenzwinkels, die auch das Ausmaß einer Lähmung annehmen kann. Der AC/A-Quotient ist erniedrigt. Es ist abzuklären, ob es sich bei dem Bewegungsdefizit um ein isoliertes motorisches Problem handelt, oder ob auch Akkommodation und/oder Konvergenzmiosis betroffen sind. Häufig treten bei Exophorien, insbesondere in der Nähe, Konvergenzinsuffizienzen auf, weshalb hierbei der Nahschielwinkel in der Regel größer ist als die Abweichung in der Ferne.
Prinzipiell ist der Konvergenznahpunkt (der Punkt, der bei minimaler Entfernung vom Auge noch binokular einfach gesehen werden kann) umso weiter in die Ferne versetzt, je ausgeprägter die Konvergenzschwäche ist.
Die Ursachen für eine Konvergenzschwäche können vielfältig sein und reichen von senso-motorischen Störungen der Fusion bis zu neurogen bedingten Läsionen. Therapeutische Ansätze finden sich in der Verordnung geeigneter Brillen, ggf. Prismenbrillen, orthoptischen Übungsbehandlungen oder auch Schieloperationen. Nicht selten beinhaltet eine erfolgreiche Behandlung alle Aspekte der genannten Behandlungsmöglichkeiten.

### Möbius-Zeichen
Das Möbius-Zeichen ist eine symptomatische Konvergenzschwäche beim Krankheitsbild der endokrinen Orbitopathie.